# Guvernul Ion C. Brătianu (3)
Guvernul Ion C. Brătianu (3) a fost un consiliu de miniștri care a guvernat Principatele Unite ale Moldovei și Țării Românești în perioada 11 iulie 1879 - 9 aprilie 1881.

## Componența
- Președintele Consiliului de Miniștri

Ion C. Brătianu (11 iulie 1879 - 9 aprilie 1881)
- Ministrul de interne

Mihail Kogălniceanu (11 iulie 1879 - 17 aprilie 1880)
ad-int. Ion C. Brătianu (17 aprilie - 15 iulie 1880)
ad-int. Anastase Stolojan (15 - 20 iulie 1880)
Alexandru Teriachiu (20 iulie 1880 - 9 aprilie 1881)
- Ministrul de externe

Vasile Boerescu (11 iulie 1879 - 9 aprilie 1881)
- Ministrul finanțelor

Dimitrie A. Sturdza (11 iulie 1879 - 16 februarie 1880)
ad-int. Ion C. Brătianu (16 - 25 februarie 1880)
Ion Câmpineanu (25 februarie - 15 iulie 1880)
ad-int. Ion C. Brătianu (15 iulie - 24 octombrie 1880)
Ion C. Brătianu (24 octombrie 1880 - 9 aprilie 1881)
- Ministrul justiției

Anastase Stolojan (11 iulie 1879 - 29 iulie 1880)
Dimitrie Gianni (29 iulie 1880 - 9 aprilie 1881)
- Ministrul de război

Colonel Dimitrie Lecca (11 iulie 1879 - 29 aprilie 1880)
General Gheorghe Slăniceanu (29 aprilie 1880 - 9 aprilie 1881)
- Ministrul cultelor și instrucțiunii publice

Nicolae Crețulescu (11 iulie 1879 - 22 ianuarie 1880)
ad-int. Vasile Boerescu (22 ianuarie - 20 iulie 1880)
Vasile Conta (20 iulie 1880 - 9 aprilie 1881)
- Ministrul lucrărilor publice

Ion C. Brătianu (11 iulie 1879 - 24 octombrie 1880)
Colonel Nicolae Dabija (24 octombrie 1880 - 9 aprilie 1881)

## Sursa
- Stelian Neagoe - "Istoria guvernelor României de la începuturi - 1859 până în zilele noastre - 1995" (Ed. Machiavelli, București, 1995)

| Precedat(ă) de: Guvernul Ion C. Brătianu (2) | Guvernul Ion C. Brătianu (3) 11 iulie 1879 - 9 aprilie 1881 | Succedat(ă) de: Guvernul Dimitrie Brătianu |